# Abas, filho de Melampo
Abas, filho de Melampo na mitologia grega foi neto de Amitáon e bisneto de Abas, filho de Linceu e pai de Lisímaca. Era ainda considerado como "pai humano" (adotivo ?) do argonauta Ídmon que seria, de fato, filho de Apolo e da ninfa Cirene.

## Família
Abas era filho de Melampo. Melampo e Bias eram filhos de Amythaon e Idómene, filha de Feres; Amythaon e Feres eram irmãos, filhos de Creteu e Tiro. Melampo curou as mulheres de Argos da loucura provocada por Dionísio, e recebeu um terço do reino, com seu irmão Bias recebendo outro terço.
Abas teve uma filha Lisímaca, que se casou com Talau, filho de Bias e Pero; os filhos de Lisímaca e Talau foram Adrasto, Partenopeu, Pronax, Mecisteu, Aristômaco e Erifila, que se casou com Anfiarau.